# Dolmen von Chiroux (Vienne)

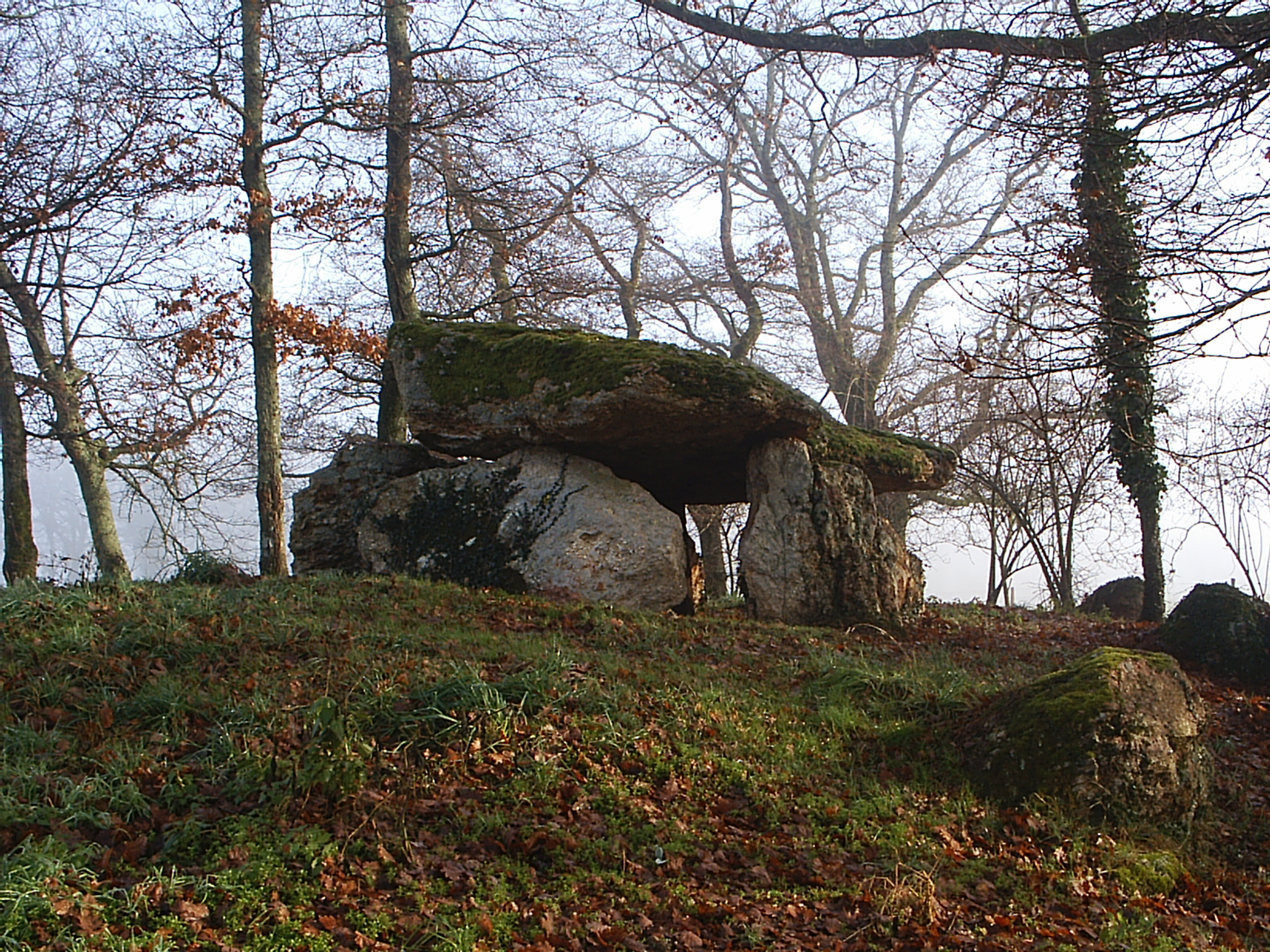
Dolmen von Chiroux

Der Dolmen von Chiroux (auch Pierre-Levée genannt) ist ein angevinischer Dolmen (Portaldolmen). Er liegt südlich von Plaisance im Département Vienne in Frankreich und wurde 1986 als Monument historique klassifiziert. Dolmen ist in Frankreich der Oberbegriff für neolithische Megalithanlagen aller Art (siehe: Französische Nomenklatur).
Der angevinische Dolmen liegt auf einem Hügel. Er hat trapezoide Form, ist etwa 5,0 m lang und bis zu 3,2 m breit. Eine Platte von etwa 6,0 m Länge liegt über der von fünf Tragsteinen gebildeten Kammer.
Ursprünglich waren die Dolmen von einem künstlichen Hügel aus Steinen und Erde bedeckt. Der Hügel, Tumulus genannt, ist erodiert und nur seine größten Steine blieben erhalten.